# Arthur Enk
Arthur Enk (* 15. Juli 1894 in Frankfurt am Main; † 24. April 1976 in Peine) war ein deutscher Politiker der CDU.

## Leben und Beruf
Nach der Schule absolvierte Enk, der evangelischen Glaubens war, eine Banklehre in Frankfurt am Main und arbeitete dort und später in Düsseldorf, Essen, Berlin und Hamburg. 1937 übernahm er den in Familienbesitz befindlichen Betrieb der Telefonbranche, den er 1945 nach Peine verlegte. Er gehörte dem Vorstand der zuständigen Industrie- und Handelskammer sowie des „Großhandelsbundes Niedersachsen“ an. Von 1949 bis 1976 war er Präsident des Landesverbandes der Kulturvereinigungen in Niedersachsen.

## Abgeordneter
Seit 1946 war Enk Stadtverordneter in Peine und Mitglied des Peiner Kreistages. Von 1957 bis 1961 und von 1965 bis 1969 gehörte er dem Deutschen Bundestag an, wo er den Wahlkreis Peine – Gifhorn vertrat. Nach dem Tode von Konrad Adenauer 1967 war er der älteste Bundestagsabgeordnete der fünften Legislaturperiode.

## Partei
Enk war von 1923 bis 1933 Mitglied der Deutschen Volkspartei, deren Geschäftsführung er angehörte. Während der Zeit des Nationalsozialismus war er politisch nicht aktiv. Nach dem Zweiten Weltkrieg wurde er Mitglied der CDU.

## Öffentliche Ämter
Enk war 1955/56 Bürgermeister in Peine. Seit 1956 war er Senator der Stadt.
| Personendaten    | Personendaten                  |
| ---------------- | ------------------------------ |
| NAME             | Enk, Arthur                    |
| KURZBESCHREIBUNG | deutscher Politiker (CDU), MdB |
| GEBURTSDATUM     | 15. Juli 1894                  |
| GEBURTSORT       | Frankfurt am Main              |
| STERBEDATUM      | 24. April 1976                 |
| STERBEORT        | Peine                          |